# 槍托

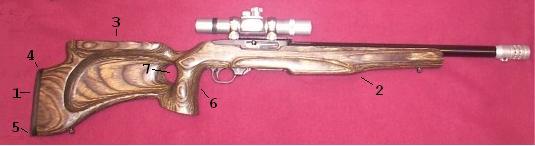
枪托结构的解剖图：①后托（butt）；②前托（forend）；③腮托（comb）；④托踝（heel）；⑤托尖（toe）；⑥ 握把（grip）；⑦拇指孔（thumbhole）

枪托（英語：gunstock、shoulder stock，简称stock）是冲锋枪、步枪、机枪等长管枪械结构的一部分，与（非浮置的）枪管、机匣和弹匣相連。在用枪时，枪托与射击者的肩膀相抵，使得射击者能够稳定地持握枪械并能更轻松地进行瞄准，还能在射击时将后坐力传导给射击者的身体来分担冲击力。在近身肉搏时，枪托的后托部分也可以被当做钝兵器使用。

## 歷史與詞源

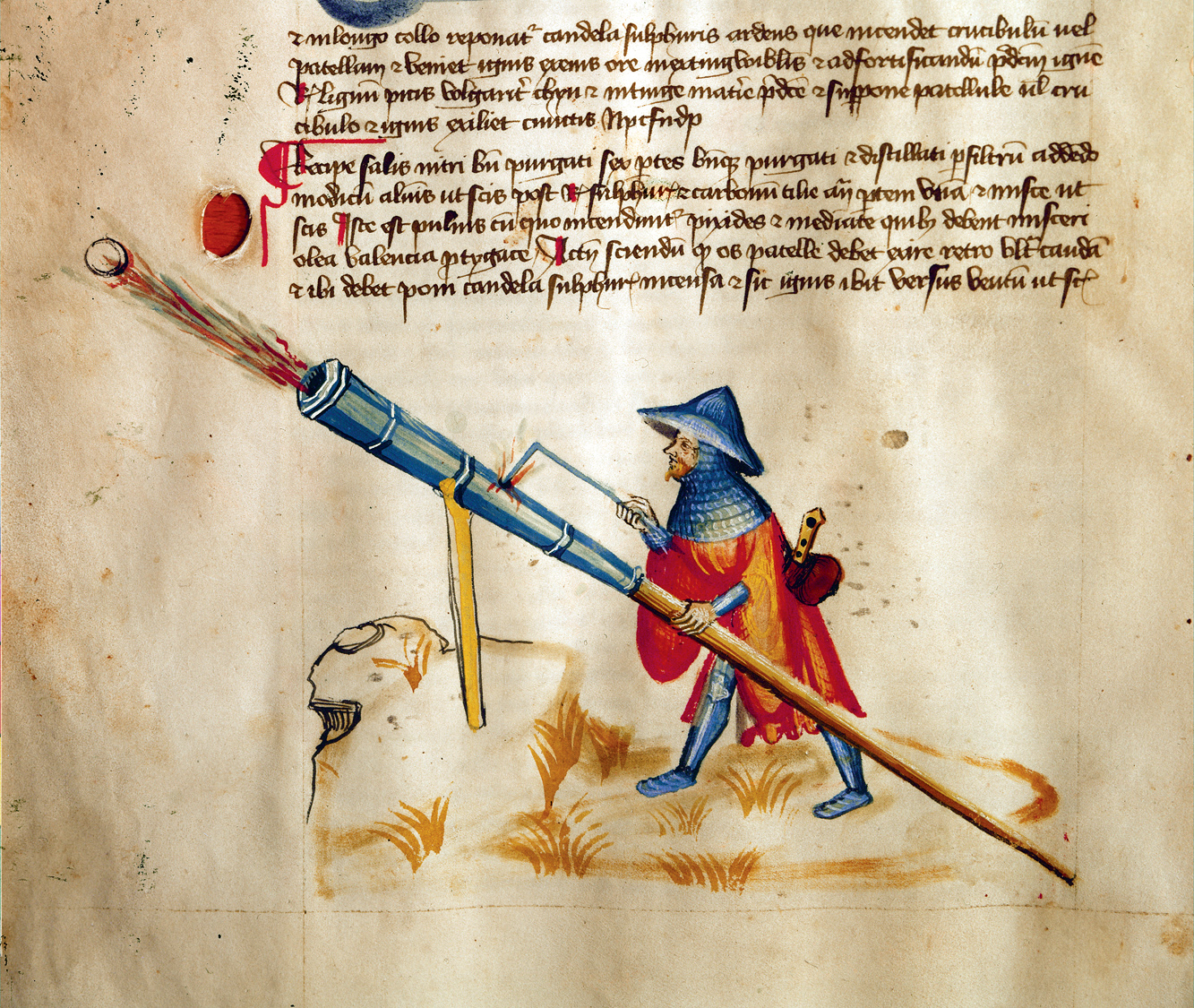
一門早期的手銃，裝有一個簡單的槍托

英文名詞「stock」用來指槍托可以追溯到1571年，它來源於德語單詞「stoc」，意爲「樹幹」，意指槍托是木質的。
早期的手銃尾端連有一個簡單的插座，起到把手的作用。現代槍托則發軔於火繩槍出現之後。和形狀手握的手銃不同，火繩槍是一根連有火繩的長管子，連有鎖定機構。使用手銃進行射擊，需要在瞄準時準確地啓動擊發裝置。而火繩槍對火繩的應用，解放了一隻手用於握槍，使得射手能同時用兩手進行瞄準。因此，火繩槍能由肩膀來支撐，使得槍托的形狀被確定下來，並延續500餘年至今。槍托的發明大大提高了火繩槍的準確性。等到拥有膛線的來福槍被發明後，火繩槍的準確性才被超過。
諷刺的是，美洲殖民時期，在鳥銃因受損無法發射或彈藥用盡後，它們的槍托被美洲原住民以及第一民族當成雙手持握的棍棒使用。

## 结构

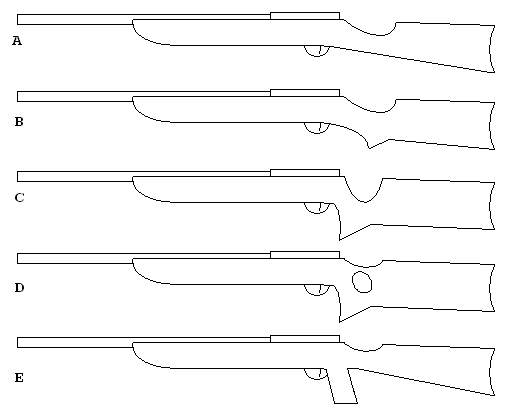
枪托握把的不同类型：
A、直式（straight grip）
B、半直式（semi-grip）
C、垂直式（vertica grip），也称安许茨式（Anschütz grip）
D、拇指孔式（thumbhole grip）
E、手枪式（pistol grip）

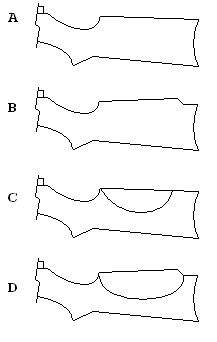
腮托的不同类型：
A、直式（straight comb）
B、蒙特卡洛式（Monte Carlo comb），如果拱弧形就称为猪背式（hogback）
C、腮垫式（cheekpiece）
D、跨垫式（rollover cheekpiece）

不同的枪械会拥有不同形状的枪托。传统设计的单发步枪和手动步枪的枪托承担了支撑整个枪身结构的功能，因此通常是整个枪械上体积最大并且所占重量最多的部分。传统步枪的枪托通常从前向后由以下部分组成：
- 前托（forearm或fore-end stock，简称fore-end或forend）：枪托的前半部，用来承托机匣和枪管后段，同时也是使用者用副手（通常是左手）托枪的地方，通常装有挂扣来方便安装枪带和两脚架，有些现代型号会配有导轨（比如皮轨或M-LOK）
  - 护木（handguard）：前托中向前延伸完全或部分笼罩枪管的部分，主要用来提供一个与枪管隔热的接触面，可以让射手用手持握的位置更加靠前而不用担心意外烫伤。
  - 后坐耳槽（recoil lug recess）：用于传统的（固定在枪管或机匣上的）后坐突耳（recoil lug）设计，负责接收后坐力并通过托体传导到后托上
  - 底件（bottom metal）：固定在下方的辅助部件，通常包括扳机护圈（trigger guard）和弹匣接口（magazine well）或弹仓底板（floor plate）
  - 底框（chassis）：一种用来改善机匣连接固定和承载的座床设计，通常嵌在托体内并整合后坐耳槽的功能，有些设计会使用反向概念（耳槽在机匣上，突耳在底框上）并且采用楔形突耳（V-lug）
- 后托（buttstock，简称butt）：也称肩托，枪托的后半部，主要用来抵肩。形状主要分为后方下坠的“欧洲式”、前后平直的“美国式”和前直后坠的“威瑟比式”（也称“加州式”）三种。
  - 握柄（grip）：后托前方与前托相连、使用者射击时扣扳机的手所持握的部位，根据折角程度可以分为直式（straight）、半直式（semi-straight或semi-grip）和垂直式（vertical）三类
    - 柄背（tang）：握柄后上方的部分，有时会安装有特制的保险装置和照门
    - 手枪式握柄（pistol grip）：额外突出的独立握柄，可以让使用者以更为垂直的角度握枪
    - 拇指孔（thumbhole）：在一些较宽尺寸的后托上常常出现，在握柄后方开洞使得使用者可以将拇指穿过，以便用近似于手枪式握把的更符合手腕人体工学的角度紧握住握把

  - 腮托（comb）：后托上方接近使用者脸部的部分，瞄准时可以用来依放腮颊部以便稳定视线，根据形状可分为直式（straight）、隆式（也称“蒙特卡洛式” Monte Carlo）、拱式（也称“猪背式” hogback）和腮垫式（cheekpiece或cheek riser）等几类
  - 托踝（heel）：后托的后上角
  - 托尖（toe）；后托的后下角，通常有可以安装枪带和单脚架的挂扣
  - 托底（butt end）：后托正后方直接接触使用者肩膀的部分，通常有胶制托垫（butt pad，也称后坐垫 recoil pad）来缓冲后坐力对肩膀的冲力

现代的半自动和自动步枪的机匣尺寸较大并承担了支撑结构的功能，下机匣（lower receiver）和护木（handguard）取代了传统枪托中的前托部分，因此枪托只剩下了用来抵肩和贴腮的后托。现代设计的后托通常有各种调整功能，可以变换扳机拉度（length of pull）和腮托高度（comb height）来改善射手瞄准时的人机功能，同时一些后托中还特别挖有空腔可以用来携带备用弹匣，以及电池、六角扳手、清理工具、求生刀等额外配件。